# Pematang Siantar
Pematang Siantar (alternativt Pematangsiantar) är en stad på norra Sumatra i Indonesien. Den ligger i provinsen Sumatera Utara och har cirka en kvarts miljon invånare.